# Statue du Christ de Tlalnepantla

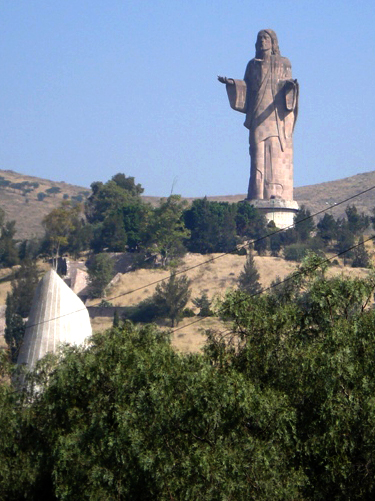
Vue de statue du Christ de Tlalnepantla

La statue du Christ de Tlalnepantla est une statue de 33 mètres de haut située dans la municipalité de Tlalnepantla de Baz, au Mexique.

## Histoire
Œuvre du sculpteur David Gutierrez Becerril, la statue fut construite dans les années 1970 au sein du cimetière Jardines del Recuerdo et inaugurée en 1981 ,.

## Description
Cette statue de pierre rose de 33 mètres de haut représente le Christ ressuscité, les mains levées, paumes vers le ciel. Une attention toute particulière fut apportée aux détails des plis des vêtements du Christ.
Il s'agit de la deuxième plus grande statue du Mexique, après la statue de José María Morelos sur l'île de Janitzio, et d'une des plus grandes statues d'Amérique du Sud.